# Virgin (Album)
Virgin (englisch für „Jungfrau“) ist das vierte Studioalbum der neuseeländisch-kroatischen Musikerin Lorde, das im Juni 2025 erschien.

## Entstehung und Veröffentlichung
Die Sängerin gab bereits 2023 an, an Musik für ihr neues Album zu arbeiten. Nachdem zwischen April und Juni 2025 drei Vorabsingleauskopplungen erschienen, erfolgte schließlich am 27. Juni 2025 die Erstveröffentlichung von Virgin bei der Universal Music Group. Das Album erschien in seiner Originalausführung als CD (Katalognummer: 00602478121333) und LP (Katalognummer: 0602478121159) sowie zum Download und Streaming mit elf Titeln. Erstmals bekanntgegeben wurde die Veröffentlichung des Albums am 30. April 2025. Die vollständige Titelliste wurde im Folgemonat auf den Sozialen Medien von Lorde präsentiert. Am nächsten Tag wurde die zweite Single des Albums Man of the Year zusammen mit einem Musikvideo veröffentlicht.
Das Album wurde von Lorde, zusammen mit Jim-E Stack produziert; mit zusätzlicher Zusammenarbeit mit Devonté Hynes, Daniel Nigro, Fabiana Palladino, Andrew Aged und Buddy Ross. Spike Stent und Tom Elmhirst waren verantwortlich für die Abmischung und Chris Gehringer für das Mastering. Im Vorfeld trennte sie sich von den Produzenten Justin Warren, oder auch Jack Antonoff, nachdem er als Koautor und -produzent ihrer Alben Melodrama (Juni 2017) und Solar Power (August 2021) fungierte.
Um das Album zu bewerben, trat Lorde das erste Mal mit allen Liedern am 22. Juni 2025 bei einem Fanevent in der Bar Baby's All Right in Brooklyn auf. Die Veranstaltung wurde in einem Livestream auf TikTok ausgestrahlt. Die Marketingstrategie für das Album wurde mit Guerilla-Marketing verglichen, unter anderem auch wegen den regelmäßigen Pop-Up Events an unüblichen Orten in Städten wie Auckland, Sydney, London und New York.
Für die Veröffentlichung als CD wurde ein durchscheinendes Trägermedium gewählt. Da die stark transluzente, fast transparente CD vom Red-Book-Standard für Audio-CDs abweicht, kann sie nicht auf allen CD-Spielern wiedergegeben werden.
Am 8. Mai 2025 kündigte Lorde die Ultrasound World Tour an. Die Tour wird am 17. September 2025 in Austin, Texas starten.

## Artwork und Titelbezeichnung
Das Frontcover, fotografiert von Heji Shin, zeigt eine Röntgenaufnahme eines Beckens mit Gürtelschnalle, Reißverschluss und einem IUP. Lorde sagt, dass sie Röntgenstrahlung, MRT und Ultraschall als Wege sähe, „technische aber auch mystische“ („techy but like mystical“) Bilder aufzunehmen. In einer Ankündigung auf ihrer Website erzählte Lorde, die Synästhesie hat, das die Bildsprache von Badewasse, Eis, Spucke und Fenstern ihrer Entscheidung beeinflusste, für das Album eine transparente „Farbe“ zu wählen. Für sie stelle dies „völlige Transparenz“ („full transparency“) dar. Weiter erzählte sie, dass Virgin ihr Versuch ist, ein „Dokument zu erzeugen“ („to make a document“), dass Weiblichkeit widerspiegelt, welche sie als „roh, ursprünglich, unschuldig, elegant, offenherzig, spirituell und maskuline“ („raw, primal, innocent, elegant, openhearted, spiritual, masc“) beschreibt.
Lorde verwies auf mögliche Bedeutung des Albumtitels mit Screenshots, die sie auf Instagram teilte. Laut diesen könnte das Album eine Frau repräsentieren, die nicht an einen Mann gekettet ist, die eins als sie selbst ist („not attached to a man, […] that is one—in-herself“), ein Ergebnis aus der Kombination der lateinischen Wörter für Mann (vir) und Frau (gyne), was 'virgin' mit Androgynie verknüpft oder auch zu Reinheit wie in 'virgin metals' (Rohmetalle). In einem Interview sagte Lorde, dass sie den Titel nicht mit sexueller Reinheit verkünpft und stattdessen zu Dingen, die essentiell und makellos („essential and untainted“).

## Inhalt
Das Album beinhaltet Samples der Lieder Morning Love von Dexta Daps und Suga Suga von Baby Bash und Frankie J.
| Nr.          | Titel                   | Länge |
| ------------ | ----------------------- | ----- |
| 1.           | Hammer                  | 3:13  |
| 2.           | What Was That           | 3:29  |
| 3.           | Shapeshifter            | 4:19  |
| 4.           | Man of the Year         | 3:00  |
| 5.           | Favourite Daughter      | 3:28  |
| 6.           | Current Affairs         | 3:18  |
| 7.           | Clearblue               | 1:57  |
| 8.           | GRWM                    | 2:35  |
| 9.           | Broken Glass            | 3:14  |
| 10.          | If She Could See Me Now | 2:56  |
| 11.          | David                   | 3:24  |
| Gesamtlänge: | Gesamtlänge:            | 34:51 |

## Mitwirkende
(Quelle: )

### Gesang und Instrument
- Ella Yelich-O’Connor – Gesang (alle), Windspiel (11)
- Andrew Aged – elektrische Gitarre (2, 3, 5, 6, 10), Gitarre (9)
- Gabriel Cabezas – Cello (3)
- Kyle Crane – Schlagzeug (10)
- Devin Hoffman – Bass, Akustik Gitarre, elektrische Gitarre (10)
- Devonté Hynes – Cello, Bass (4); Synthesizer, elektrische Gitarre (5)
- Rob Moose – Violine, Bratsche (3)
- Daniel Nigro – Synthesizer, elektrische Gitarre, Bass (2, 9); Piano (2)
- Buddy Ross – Synthesizer (1, 8, 10); Keyboard, Piano (1); Schlagzeug-Programmierung (8)
- James Stack – Synthesizer (1–6, 8–11), Schlagzeug-Programmierung (1–6, 8–10), Keyboard (1–5, 7–11), Piano (2, 3, 8, 9), Schlagzeug (2), Bassgitarre (3, 4, 6), Glockenspiel (3), Drumcomputer (5), elektrische Gitarre (6), Programmierung (7, 11), Wurlitzer Piano (11)
- Eli Teplin – Piano (4, 5), Keyboard (4), Synthesizer (5)
- Justin Vernon – elektrische Gitarre, Bass (11)
- Craig Weinrib – Schlagzeug (3)

### Technik
- Koby Berman – zusätzlicher Toningenieur (alle)
- Austin Christy – zusätzlicher Toningenieur (7, 9)
- Tom Elmhirst – Abmischung (4, 6)
- Chris Gehringer – Mastering (alle)
- Ian Gold – Toningenieur (1, 5, 8, 10), zusätzlicher Toningenieur (3)
- Devin Hoffman – Toningenieur (10)
- Bailey Kislak – zusätzlicher Toningenieur (4)
- Jack Manning – zusätzlicher Toningenieur (1, 4, 5, 8), Toningenieur (2, 3, 6, 11)
- Rob Moose – Toningenieur (3)
- Daniel Nigro – Toningenieur (2, 9)
- Fabiana Palladino – Toningenieur (6, 10)
- Will Quinnell – Mastering (alle)
- Buddy Ross – Toningenieur (8)
- Kyle Parker Smith – zusätzlicher Toningenieur (10)
- James Stack – Toningenieur (1–6, 8–11), Abmischung (7)
- Mark Stent – Abmischung (1–3, 5, 8–11)

## Singleauskopplungen
Am 24. April 2025 veröffentlichte Lorde What Was That, die erste Singleauskopplung aus dem Album. Ein Musikvideo für das Lied wurde in New York City gedreht und zeigt Aufnahmen eines unangekündigten Auftritts im Washington Square Park, der wenige Tage vor der Veröffentlichung der Single stattfand. Der Auftritt zog mediale Aufmerksamkeit auf sich, nachdem er ursprünglich von der New Yorker Polizei wegen einer zu großen Menschenmenge und fehlenden Erlaubnissen für ein öffentliches Konzert in New York beendet wurde.  Am 20. Juni wurde die dritte Single des Albums Hammer sowie ein Musikvideo veröffentlicht.
Singles in den Charts

| Jahr | Titel           | Höchstplatzierung, Gesamtwochen, AuszeichnungChartplatzierungen (Jahr, Titel, , Platzierungen, Wochen, Auszeichnungen, Anmerkungen) | Höchstplatzierung, Gesamtwochen, AuszeichnungChartplatzierungen (Jahr, Titel, , Platzierungen, Wochen, Auszeichnungen, Anmerkungen) | Höchstplatzierung, Gesamtwochen, AuszeichnungChartplatzierungen (Jahr, Titel, , Platzierungen, Wochen, Auszeichnungen, Anmerkungen) | Höchstplatzierung, Gesamtwochen, AuszeichnungChartplatzierungen (Jahr, Titel, , Platzierungen, Wochen, Auszeichnungen, Anmerkungen) | Höchstplatzierung, Gesamtwochen, AuszeichnungChartplatzierungen (Jahr, Titel, , Platzierungen, Wochen, Auszeichnungen, Anmerkungen) | Höchstplatzierung, Gesamtwochen, AuszeichnungChartplatzierungen (Jahr, Titel, , Platzierungen, Wochen, Auszeichnungen, Anmerkungen) | Höchstplatzierung, Gesamtwochen, AuszeichnungChartplatzierungen (Jahr, Titel, , Platzierungen, Wochen, Auszeichnungen, Anmerkungen) | Anmerkungen                          |
| Jahr | Titel           | DE | AT | CH | UK | US | AU | NZ | Anmerkungen                          |
| ---- | --------------- | --- | --- | --- | --- | --- | --- | --- | ------------------------------------ |
| 2025 | What Was That   | DE33 (3 Wo.)DE | AT19 (2 Wo.)AT | CH33 (1 Wo.)CH | UK11 (… Wo.)UK | US36 (3 Wo.)US | AU9 (3 Wo.)AU | NZ1 (5 Wo.)NZ | Erstveröffentlichung: 24. April 2025 |
| 2025 | Man of the Year | — | — | — | UK62 (1 Wo.)UK | — | — | NZ11 (1 Wo.)NZ | Erstveröffentlichung: 29. Mai 2025   |
| 2025 | Hammer          | — | — | — | UK92 (… Wo.)UK | — | — | NZ40 (… Wo.)NZ | Erstveröffentlichung: 20. Juni 2025  |

## Chartplatzierungen
| ChartsChartplatzierungen       | Höchstplatzierung | Wochen |
| ------------------------------ | ----------------- | ------ |
| Australien (ARIA)              | 1 (… Wo.)         | …      |
| Deutschland (GfK)              | 3 (5 Wo.)         | 5      |
| Neuseeland (RMNZ)              | 1 (… Wo.)         | …      |
| Österreich (Ö3)                | 1 (… Wo.)         | …      |
| Schweiz (IFPI)                 | 3 (… Wo.)         | …      |
| Vereinigte Staaten (Billboard) | 2 (… Wo.)         | …      |
| Vereinigtes Königreich (OCC)   | 1 (… Wo.)         | …      |